# Искушение святого Антония (Флобер)
«Искушение святого Антония» (фр. La Tentation de saint Antoine) — философская драма французского писателя Гюстава Флобера (иногда её называют романом), впервые опубликованная в 1874 году. Стала последним большим произведением этого автора.

## Сюжет
В драме изображён один из эпизодов биографии католического святого Антония Великого. Агиограф сообщает, что, ведя отшельническую жизнь в пустынях Фиваиды, Антоний много раз был искушаем дьяволом, но смог устоять.

## История текста
Флобер задумал драму о святом Антонии ещё в молодости и несколько раз возвращался к этому замыслу в течение всей жизни. Первым толчком стали впечатления от одноимённой картины, приписываемой Питеру Брейгелю Младшему, которую писатель увидел в Генуе в 1845 году (картина теперь находится в Палаццо Спинола ди Пеличчерия). К 1849 году Флобер создал первый вариант драмы, к 1856 — второй. Наконец, в 1874 году был опубликован третий вариант текста — финальный.